# تسرونکا
تسرونکا (به صربی: Crvenka) یک منطقهٔ مسکونی در صربستان است که در استان خودمختار وویوودینا واقع شده‌است. تسرونکا ۸۶ متر بالاتر از سطح دریا واقع شده‌است.